# Hiéroglyphe égyptien G20
La chouette et bras, en hiéroglyphes égyptiens, est classifiée dans la section G « Oiseaux » de la liste de Gardiner ; cet hiéroglyphe y est noté G20. 

## Représentation
Il représente la combinaison en monogramme d'une effraie des clochers (Tyto alba) ou bien un grand-duc du désert (Bubo ascalaphus) (hiéroglyphe G17) et d'un bras (hiéroglyphe D36). Il est translittéré m ou mj.

## Utilisation
C'est un phonogramme bilitère (XVIIIe dynastie) de valeur m (à l'origine mj)
| G19 |

| G19 |

| G17 · a |

| G17 · a |